# کیادو دل میرن
کیادو دل میرن دهستانی در استان آبیلای اسپانیا است.
در این دهستان ۷۷ نفر زندگی می‌کنند. مساحت این دهستان ۴٫۹۰ کیلومتر مربع است.